# 硫酸铝
硫酸铝是一种无机化合物，化学式为Al2(SO4)3。它易溶于水，通常会与明矾混淆。硫酸铝通常被作为絮凝剂，用于提纯饮用水及污水处理设备当中，也用于造纸工业。 
自然状况下，硫酸铝几乎不以无水盐形式存在。它会形成一系列的水合物，其中十六水硫酸铝是最常见的。
硫酸铝也是一种很有效的软体动物杀虫剂，能杀灭西班牙鼻涕虫（Spanish slugs）。

## 实验室制备
硫酸铝可以通过将氢氧化铝（Al(OH)3）投入硫酸（H2SO4）中制备。
2Al(OH)3 + 3H2SO4 + 10H2O → Al2(SO4)3·16H2O

## 用途
- 在纺织品的印染中作为媒介。由於Al3+會和SO42-水解出氫氧化鋁膠體，因此硫酸铝常用于净水，在水的净化中，它使杂质凝结，更容易沉淀和过滤。
- 当溶解于大量中性或微碱性的水中时，产生胶体沉淀氢氧化铝，Al(OH)3。在印染布料时，氢氧化铝胶体使得染料更容易附着于植物纤维之上。
- 硫酸铝也被用来调节土壤pH值，因为它水解生成氢氧化铝的同时产生少量的硫酸稀溶液。